# Temporada da Indy Lights de 2018
A Temporada da Indy Lights de 2018 foi a trigésima-segunda da história da categoria e a décima-sexta sancionada pela IndyCar. Teve como campeão o mexicano Patricio O'Ward, da equipe Andretti Autosport, que tornou-se o primeiro piloto de seu país a conquistar o título.

## Equipes e pilotos
| Equipe                       | No. | Pilotos            | Corridas |
| ---------------------------- | --- | ------------------ | -------- |
| Andretti Autosport           | 27  | Patricio O'Ward    | Todas    |
| Andretti Autosport           | 28  | Dalton Kellett     | Todas    |
| Andretti Autosport           | 48  | Ryan Norman        | Todas    |
| Andretti Steinbrenner Racing | 98  | Colton Herta       | Todas    |
| Belardi Auto Racing          | 5   | Santiago Urrutia   | Todas    |
| Belardi Auto Racing          | 9   | Aaron Telitz       | Todas    |
| Belardi Auto Racing          | 33  | Chris Windom       | 7        |
| Juncos Racing                | 7   | Alfonso Celis Jr.  | 3–4      |
| Juncos Racing                | 7   | Heamin Choi        | 16–17    |
| Juncos Racing                | 23  | Victor Franzoni    | Todas    |
| Team Pelfrey                 | 2   | Neil Alberico      | 1–2      |
| Team Pelfrey                 | 2   | Davey Hamilton Jr. | 7        |
| Team Pelfrey                 | 3   | Shelby Blackstock  | 1–2      |

## Classificação
Sistema de pontuação
| Posição | 1º | 2º | 3º | 4º | 5º | 6º | 7º | 8º | 9º | 10º | 11º | 12º | 13º | 14º | 15º | 16º | 17º | 18º | 19º | 20º |
| Pontos  | 30 | 25 | 22 | 19 | 17 | 15 | 14 | 13 | 12 | 11  | 10  | 9   | 8   | 7   | 6   | 5   | 4   | 3   | 2   | 1   |

- O piloto que larga na pole-position ganha um ponto extra.
- O piloto que liderar o maior número de voltas também recebe um ponto de bonificação.
- O piloto que marcar a volta mais rápida da prova também ganha um ponto extra.

| Pos. | Piloto             | STP | STP | BAR | BAR | IMS | IMS | INDY | ROA | ROA | IOW | TOR | TOR | MOH | MOH | GMP | POR | POR | Pontos |
| ---- | ------------------ | --- | --- | --- | --- | --- | --- | ---- | --- | --- | --- | --- | --- | --- | --- | --- | --- | --- | ------ |
| 1    | Patricio O'Ward    | 1*  | 7*  | 1*  | 1*  | 4   | 7   | 2    | 2   | 4   | 1*  | 1*  | 2   | 1*  | 1*  | 3   | 1*  | 1*  | 491    |
| 2    | Colton Herta       | 3   | 8   | 2   | 3   | 1*  | 1   | 1    | 1*  | 2   | 2   | 7   | 6   | 2   | 2   | 2*  | 2   | 4   | 447    |
| 3    | Santiago Urrutia   | 2   | 1   | 3   | 5   | 2*  | 4*  | 4    | 4   | 7   | 3   | 2   | 1*  | 6   | 4   | 4   | 4   | 3   | 395    |
| 4    | Ryan Norman        | 6   | 3   | 5   | 7   | 5   | 5   | 5    | 6   | 5   | 4   | 3   | 4   | 5   | 3   | 1   | 5   | 8   | 345    |
| 5    | Victor Franzoni    | 4   | 4   | 4   | 2   | 6   | 3   | 8    | 3   | 1*  | 6   | 6   | 7   | 4   | 6   | 6   | 3   | 5   | 341    |
| 6    | Aaron Telitz       | DNS | 9   | 8   | 4   | 3   | 2   | 6    | 5   | 3   | 7   | 4   | 3   | 7   | 7   | 5   | 6   | 2   | 316    |
| 7    | Dalton Kellett     | 8   | 6   | 6   | 6   | 7   | 6   | 3*   | 7   | 6   | 5   | 5   | 5   | 3   | 5   | 7   | 7   | 7   | 299    |
| 8    | Shelby Blackstock  | 5   | 2   |     |     |     |     |      |     |     |     |     |     |     |     |     |     |     | 42     |
| 9    | Neil Alberico      | 7   | 5   |     |     |     |     |      |     |     |     |     |     |     |     |     |     |     | 31     |
| 10   | Heamin Choi        |     |     |     |     |     |     |      |     |     |     |     |     |     |     |     | 8   | 6   | 28     |
| 11   | Alfonso Celis Jr.  |     |     | 7   | 8   |     |     |      |     |     |     |     |     |     |     |     |     |     | 27     |
| 12   | Davey Hamilton Jr. |     |     |     |     |     |     | 7    |     |     |     |     |     |     |     |     |     |     | 21     |
| Pos. | Piloto             | STP | STP | BAR | BAR | IMS | IMS | INDY | ROA | ROA | IOW | TOR | TOR | MOH | MOH | GMP | POR | POR | Pontos |

| Pos. | Piloto             | STP | STP | BAR | BAR | IMS | IMS | INDY | ROA | ROA | IOW | TOR | TOR | MOH | MOH | GMP | POR | POR | Pontos |
| ---- | ------------------ | --- | --- | --- | --- | --- | --- | ---- | --- | --- | --- | --- | --- | --- | --- | --- | --- | --- | ------ |
| 1    | Patricio O'Ward    | 1*  | 7*  | 1*  | 1*  | 4   | 7   | 2    | 2   | 4   | 1*  | 1*  | 2   | 1*  | 1*  | 3   | 1*  | 1*  | 491    |
| 2    | Colton Herta       | 3   | 8   | 2   | 3   | 1*  | 1   | 1    | 1*  | 2   | 2   | 7   | 6   | 2   | 2   | 2*  | 2   | 4   | 447    |
| 3    | Santiago Urrutia   | 2   | 1   | 3   | 5   | 2*  | 4*  | 4    | 4   | 7   | 3   | 2   | 1*  | 6   | 4   | 4   | 4   | 3   | 395    |
| 4    | Ryan Norman        | 6   | 3   | 5   | 7   | 5   | 5   | 5    | 6   | 5   | 4   | 3   | 4   | 5   | 3   | 1   | 5   | 8   | 345    |
| 5    | Victor Franzoni    | 4   | 4   | 4   | 2   | 6   | 3   | 8    | 3   | 1*  | 6   | 6   | 7   | 4   | 6   | 6   | 3   | 5   | 341    |
| 6    | Aaron Telitz       | DNS | 9   | 8   | 4   | 3   | 2   | 6    | 5   | 3   | 7   | 4   | 3   | 7   | 7   | 5   | 6   | 2   | 316    |
| 7    | Dalton Kellett     | 8   | 6   | 6   | 6   | 7   | 6   | 3*   | 7   | 6   | 5   | 5   | 5   | 3   | 5   | 7   | 7   | 7   | 299    |
| 8    | Shelby Blackstock  | 5   | 2   |     |     |     |     |      |     |     |     |     |     |     |     |     |     |     | 42     |
| 9    | Neil Alberico      | 7   | 5   |     |     |     |     |      |     |     |     |     |     |     |     |     |     |     | 31     |
| 10   | Heamin Choi        |     |     |     |     |     |     |      |     |     |     |     |     |     |     |     | 8   | 6   | 28     |
| 11   | Alfonso Celis Jr.  |     |     | 7   | 8   |     |     |      |     |     |     |     |     |     |     |     |     |     | 27     |
| 12   | Davey Hamilton Jr. |     |     |     |     |     |     | 7    |     |     |     |     |     |     |     |     |     |     | 21     |
| Pos. | Piloto             | STP | STP | BAR | BAR | IMS | IMS | INDY | ROA | ROA | IOW | TOR | TOR | MOH | MOH | GMP | POR | POR | Pontos |

| Cor         | Resultado                       |
| ----------- | ------------------------------- |
| Ouro        | Vencedor                        |
| Prata       | 2º lugar                        |
| Bronze      | 3º lugar                        |
| Verde       | Entre 4º e 5º lugar             |
| Azul-claro  | Entre 6º e 10º lugar            |
| Azul-escuro | Fora do Top-10                  |
| Roxo        | Não completou a corrida         |
| Vermelho    | Não-classificado (DNQ)          |
| Marrom      | Desistiu (Wth)                  |
| Preto       | Desclassificado (DSQ)           |
| Branco      | Não largou (DNS)                |
|             | Não participou da corrida (DNP) |
|             |                                 |

| In-line notation |                                                |
| Negrito          | Pole position (1 ponto)                        |
| Itálico          | Volta mais rápida (1 ponto)                    |
| *                | Liderou o maior número de voltas (1 ponto)     |
| 1                | Treino cancelado Pontuação extra não atribuída |
| Rookie           |                                                |